# Jeugdstrafrecht
Jeugdstrafrecht is een vorm van strafrecht zoals dat in principe wordt toegepast op minderjarige delinquenten, meestal in de leeftijd van 12 tot 18 jaar. Enerzijds dienen zulke maatregelen om het algemeen belang te verdedigen en recht te doen tegen jeugddelinquenten; anderzijds worden door het jeugdstrafrecht de belangen van de (soms kwetsbare) minderjarigen beschermd. Zo liggen de maximumstraffen aanzienlijk lager en zaken worden anders in de media gebracht dan bij het volwassenenstrafrecht.
Aan het jeugdstrafrecht is vaak een minimumleeftijd verboden. De jongste kinderen kunnen dan niet strafrechtelijk worden vervolgd. Wel kunnen hun ouders aansprakelijk worden gesteld.
De straffen voor dezelfde vergrijpen zijn in het jeugdstrafrecht minder zwaar dan bij het volwassen strafrecht.